# USS Hambleton (DD-455)
«Гамблтон» (англ. USS Hambleton (DD-455) — військовий корабель, ескадрений міноносець типу «Глівз» військово-морських сил США за часів Другої світової війни.
«Гамблтон» був закладений 16 грудня 1940 року на верфі компанії Federal Shipbuilding and Drydock Company в Карні, де 26 вересня 1941 року корабель був спущений на воду. 22 грудня 1941 року він увійшов до складу ВМС США.
Есмінець брав активну участь у бойових діях на морі в Другій світовій війні, бився у Північній Атлантиці, в Середземному морі та на Тихому океані, супроводжував атлантичні конвої. За бойові заслуги в ході війни корабель був відзначений сьома бойовими нагородами.

## Історія служби
28 жовтня 1942 року «Гамблтон» приєднався до флоту вторгнення, і як частина Західної військово-морської оперативної групи адмірала Г. Кента Г'юїтта супроводжував ескортний авіаносець «Сенгамон» під час операцій проти аеродромів у Французькому Марокко в день вторгнення, 8 листопада. Увечері 11 листопада 1942 року, коли танкер «Вінускі» стояв на якорі біля Федали, «Гемблтон» був вражений торпедою, випущеною німецьким підводним човном U-173. Понівечений корабель відбуксирували до Касабланки для тимчасового ремонту в плавучому сухому доку, який затонув напередодні. Фахівці «Морських бджіл», так званих «Сі-Бі» (англ. Seabee) розрізали корабель на дві частини, видалили 12-метрову частину його пошкодженого корпусу, а потім з'єднали дві половини, що залишилися. У супроводі буксира «Гемблтон» дістався Бостона 28 червня 1943 року для проведення капітального ремонту.
17 травня 1944 року у Середземному морі північно-західніше Тенеса «Гамблтон» у взаємодії з американськими есмінцями «Нілдс», «Глівз», «Макомб», «Еллісон», «Родмен», «Еммонс», «Гілларі Джонс» та британського бомбардувальника «Веллінгтон» потопив німецький підводний човен U-616. Всі 53 члени екіпажу врятовано.
З Середземного моря «Гамблтон» відплив до Плімута, де зосереджувалися колосальні сили союзного флоту для епохального вторгнення. Есмінець супроводжував великий конвой LST до районів висадки 7 червня, день «D» плюс 1, і залишився біля плацдарму «Омаха» для бомбардування берегових укріплень і позицій німецьких військ. Рано вранці 9 червня радар «Гамблтона» зафіксував кілька контактів, незабаром визначених як ворожі електрокатери. Корабель у 4-годинному бою потопив один і серйозно пошкодив інший з п'яти німецьких човнів. Після повернення за поповненням та дозаправкою у Портленд, 25 червня Гемблтон повернувся для бомбардування Шербура.